# وانغ جين
وانغ جين هي نبالة صينية، ولدت في 5 ديسمبر 1960.

## وصلات خارجية
- وانغ جين على موقع الاتحاد الدولي للرماية بالسهام (الإنجليزية)
- وانغ جين على موقع اللجنة الأولمبية الدولية (الإنجليزية)
- وانغ جين على موقع أوليمبيديا (الإنجليزية)